# Dance Freaks
Dance Freaks est un jeu vidéo de rythme sorti en 2000 développé et édité par Konami sur borne d’arcade.

## Système de jeu
Game Freaks fait partie de la série Dance ManiaX ; son gameplay est identique à celui de tous les épisodes de la série.

## Bande sonore
- Afronova Primeval (8 bit)
- Ain't It Good (original Vocal Mix) (Tomoki Hirata)
- All My Love (Tomosuke x Sabrina)
- All Night featuring Angel (Original Mix) (Tomoki Hirata)
- Analysis Man And Woman (Cool)
- Baila! Baila! (Dandy Mineiro)
- Body featuring JBraithwaite (I.C.B. Club Vocal Mix) (Tomoki Hirata)
- Broken My Heart (Naoki feat. Paula Terry)
- Butterfly (KCP Fung-Fu Mix) (Smile.dk)
- Cho Lyoun (CLON)
- Dash (Baek Ji-young)
- Dr.Love (Asuka M.)
- Dynamite Rave (B4 ZA Beat Mix) (Naoki)
- Get It All (Bass Tricks)
- Gorgeous 2012 (The Surrenders)
- Heaven is a '57 Metallic Gray -grimmix- (Hiro feat. Sweet little 30's)
- In My Dreams (Rebecca)
- It's A Party (BastaMike & Rashad)
- Jane Jana (T.E.M.P.O. feat. Mohammad & Emi)
- Jet World + Drop Out + Paranoia Max Type 2
- Keep On Movin' -DMX Mix- (N.M.R-typeG)
- Let's Get Down (Mo-Funk Mix) (JT Playaz)
- Locomotion (Alexia)
- Mad Blast (The Infection)
- Meaning of Life (K.Wit feat. GARY)
- Mind Parasite (Tomsuke)
- Mobo Moga (Orange Lounge)
- My Sharona (DJ Miko)
- Put Your Faith in Me -Saturday Night Mix- (Uzi Lay)
- Rash Love (Sechs Kies)
- Tears (So Chan Wheei)
- Together Forever (CYDNEY D)